# Cladonia andesita
Cladonia andesita är en lavart som beskrevs av Vain. Cladonia andesita ingår i släktet Cladonia och familjen Cladoniaceae.   Inga underarter finns listade i Catalogue of Life.